# 徳力団地
- 徳力団地の外観
- 徳力団地内の施設

徳力団地（とくりきだんち）は、福岡県北九州市小倉南区に所在する、日本住宅公団（現：都市再生機構、UR）が造成した住宅団地。九州最大の公団住宅である。また北九州市小倉南区の町丁でもあり「丁目」の設定のない単独町名である。団地建設により「徳力団地」の名称がそのまま町名とされた。郵便番号は802-0975。

## 概要
北九州市では、戦後の高度経済成長により北九州工業地帯が発展した。それに伴い人口も増加して住宅不足が深刻な状況となり、劣悪な環境下で暮らす人たちも少なくなかった。また小倉を流れる紫川沿いにはバラックも多く建ち、治水対策の面からも問題となった。
そこで、日本住宅公団が九州では初めて手掛ける団地開発として、当時の北九州市小倉区大字徳力・南方地域で公団住宅を造成・建設し、1966年暮れに最初の区画が完成。以後3年余りをかけて全区画が完成した。これを契機として周辺でも宅地開発が盛んになり、徳力・南方地区では以後30年ほどの期間をかけて大規模な区画整理が行われた。
総戸数は約2,400戸で、大きく2つのゾーンに分かれる。1つは中心となっている賃貸物件で、現在でもUR直轄事業として入居者募集などが行われている。もう1つは分譲物件で、こちらは旧日本住宅公団から都市再生機構への再編過程において分譲住宅事業から完全撤退したため、原則として購入者により構成される管理組合の私有財産となるが、一部の保守業務については管理組合がURへ委託する形をとる。
小倉南区内では旧日本住宅公団が後年、国道322号を挟んで東側に、志徳に「志徳団地」、守恒に「守恒団地」を造成している。
都市再生機構 (UR) が市内の他地域で手掛ける物件とは異なり、建て替えを伴う大規模な再開発は行われておらず、改修等はなされているが、基本構造は開発当初のままの姿を残している。

## 団地内施設
- 徳力団地商店街「センタープラザ」- 団地内商店街
  - マックスバリュエクスプレス徳力店[6]

団地ができた当初は西友系のサニーが営業していたが、売上不振などから1990年代半ばに撤退。当時九州へ進出開始したばかりのレッドキャベツが居抜き出店した。2020年に株式会社レッドキャベツがマックスバリュ九州（現：イオン九州）へ店舗譲渡したことにより「マックスバリュ」ブランドへ変更される。
  - その他、個人商店や100円ショップなどが出店。
- 徳力団地集会所
- 徳力団地幼稚園 - 幼稚園と診療所は老朽化に伴い建て替えが行われ、建て替え期間中は近隣へ仮移転して業務を行った。2018年に完成。
- メディカル&ケアとくりき（旧・徳力団地診療所） - 団地ができた当初から「徳力団地診療所」として地域医療を支えてきたが、建て替えを機に住民の高齢化に対応し、2018年8月1日に診療所と特別養護老人ホームを併設した「メディカル&ケアとくりき」として開業[7][8]。

## 周辺
- 北九州市立広徳小学校 - 団地内の小学校学区
- 北九州市立広徳中学校 - 団地内の中学校学区
- ハローデイ 徳力本店 - 小倉南区徳力に本社を置くスーパーマーケット
- ドラッグ新生堂 徳力南方店 - 新生堂薬局、ドラッグストア

その他、団地周辺に店舗などが立地する。

## 交通

### 鉄道
1985年に北九州モノレールが開業、近くの国道322号上に徳力公団前駅がある。駅名は徳力団地に由来する。

### バス
北九州モノレール開業前は路線バスが唯一の公共交通機関であり、徳力団地の交通アクセスを担ってきた。現在も西鉄バス北九州が団地内の路線を運行する。団地の近隣を合わせたバス停留所は「徳力団地口」「徳力団地北」「徳力団地南」「徳力公団前駅」（高速バス対応）。